# Réserve naturelle de l'Oussouri

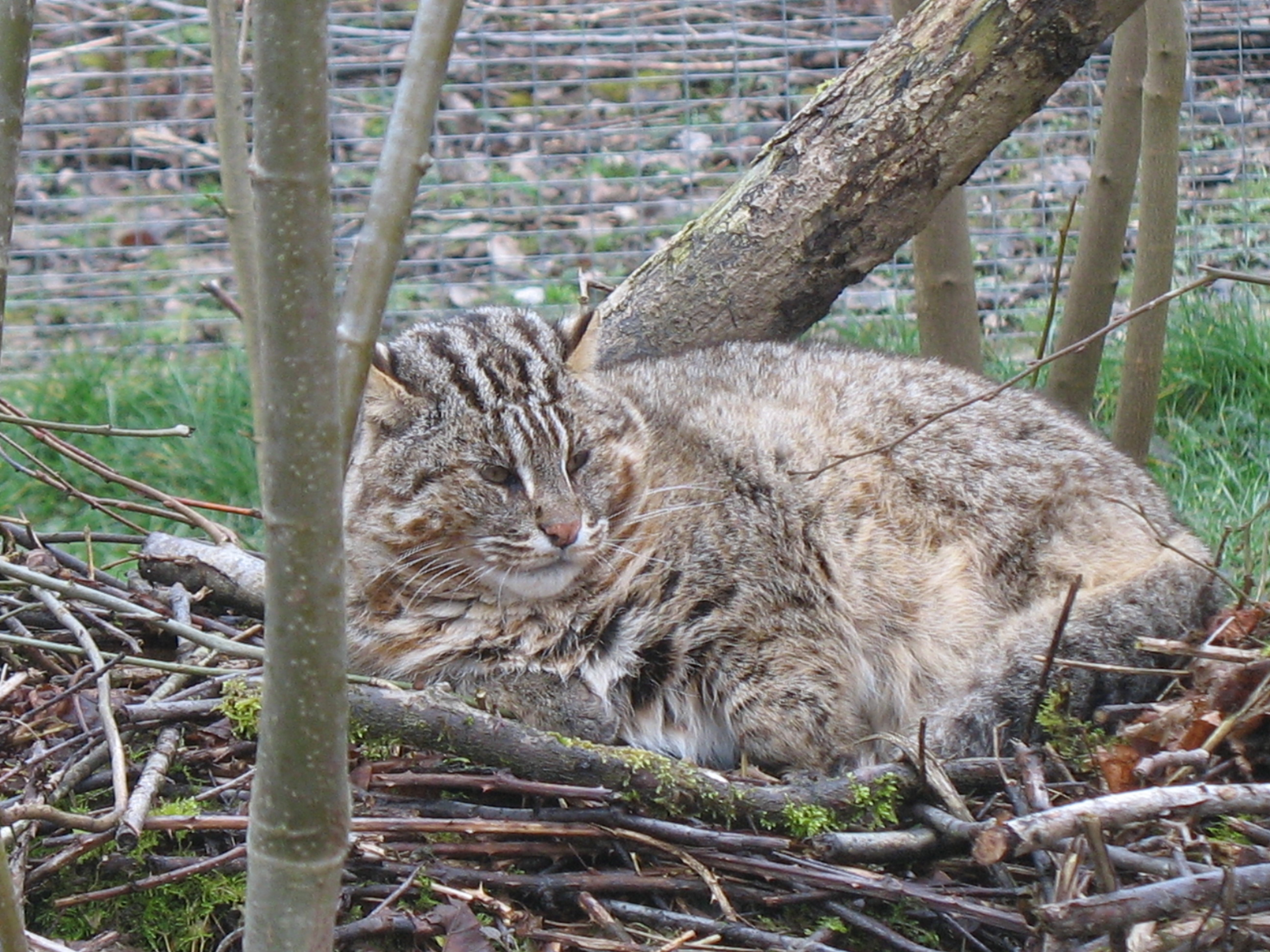
Chat-léopard de Sibérie

La réserve naturelle de l'Oussouri ou réserve naturelle de l'État de l'Oussouri V. Komarov (en russe : Уссурийский заповедник) est l'une des réserves naturelles (en russe : zapovenik) du kraï du Primorié, un des attraits du tourisme de la région.
Le nom de réserve naturelle de Soupoutinska créé le 7 août 1934 par l'académie des sciences de l'URSS a été modifié en réserve naturelle de l'Oussouri en 1974.
Le nom en chinois de la rivière Soupoutinska, qui donnait son nom à la réserve a été modifié et russifié en 1972 pour devenir Komarovka. Cette rivière est un affluent du fleuve Razdolnaïa dont le nom en chinois est Suifen. Ce dernier se jette dans la mer du Japon à la baie de l'Amour.

## Situation géographique de la réserve de l'Oussouri
La réserve naturelle de l'Oussouri se situe dans le district de la ville d'Oussouriisk ainsi que dans le raïon de Chkotovskii, dans le kraï du Primorié (pour respectivement 40,9 et 59,1 % de sa surface).

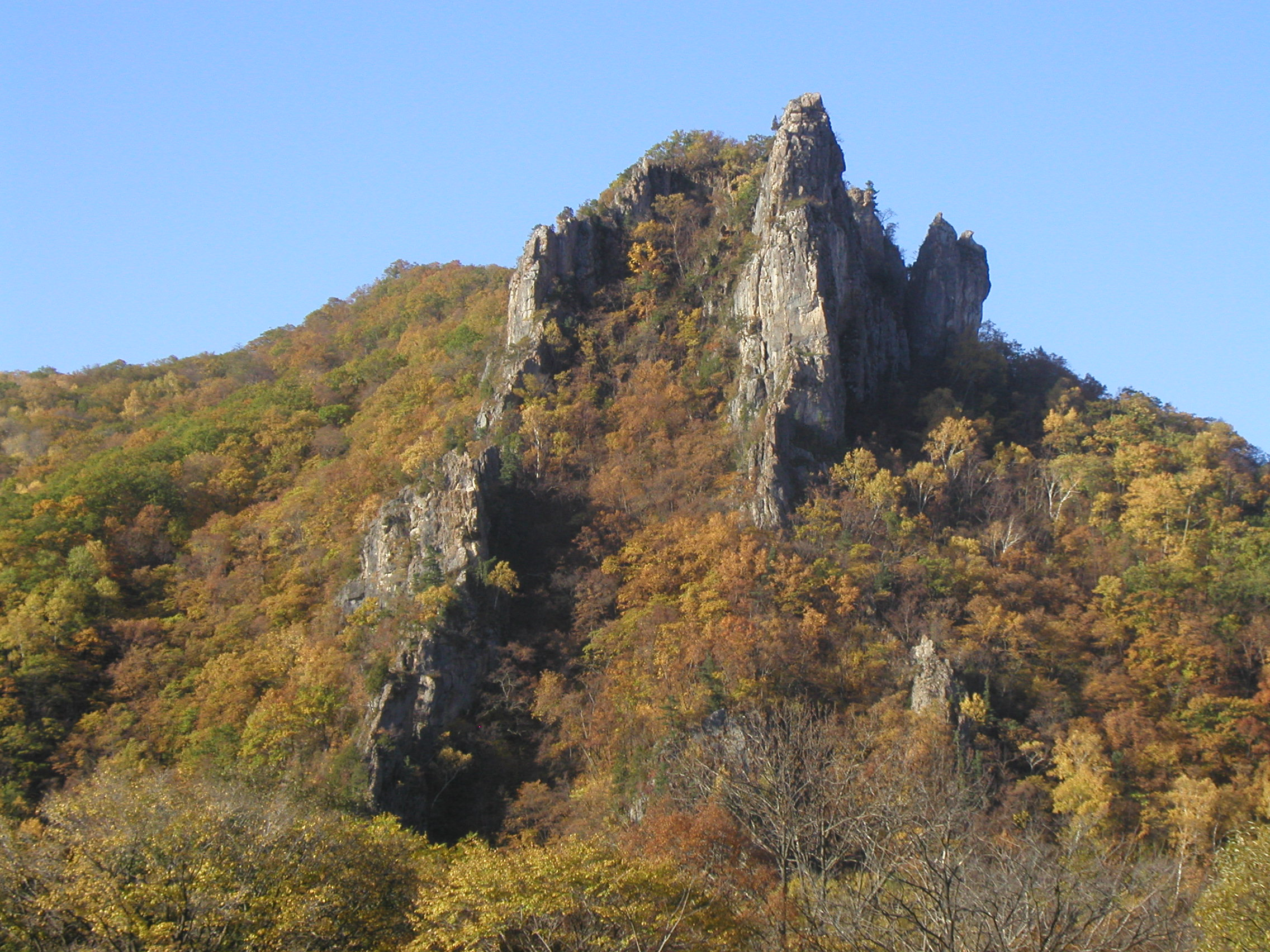
Rochers de Sikhote-Aline

Son emplacement se trouve sur les contreforts des monts Prjevalski (partie sud du massif de Sikhote-Aline), dans la partie haute de la rivière Komarovka (affluent du fleuve côtier Razdolnaïa). À l'est de la réserve, se situent les sources orientales du fleuve Artiomovka (qui se jette dans la Mer du Japon).
Les points de peuplements les plus proches sont les villages de Kamenouchka et de Kaïmanovka, du district urbain d' Oussouriisk. Sur le territoire de la réserve se trouve également l'ancien village de Kamarovo-Réserve, distant d'environ 46 km d'Oussouriisk.

## Principaux objectifs de l'activité scientifique de la réserve
L'objectif premier de la recherche scientifique dans la réserve est l'étude de la forêt dans la région située au sud du massif de Sikhote-Aline et des moyens à mettre en œuvre pour sa préservation. Un inventaire de toutes les variétés de plantes de la région est établi.
La préservation des écosystèmes préservés dans cette région, tant pour la flore que pour la faune, est reliée à celle des complexes de Mandchourie du fait de leur caractère endémique élevé.
Des études scientifiques sont également menées pour la protection des plantes ayant un intérêt économique élevé : celles liées à la production de miel, à la fabrication de médicaments ou à la production fruitière.

## Relief
Le relief de la réserve est de basses montagnes formant les contreforts sud du massif de Sikhote-Aline (monts Prjvalski). Leur hauteur ne dépasse pas en général 300 m à 400 m d'altitude mais quelques-unes atteignent 600 m à 700 m. Les roches principales sont composées de grès, de schiste, de porphyre gris, d'andésite ou de diabase, formant une crête étroite, de basalte gris foncé ou rouge, fortement poreux. Dans la partie nord, des affleurements calcaires forment un massif pittoresque (comme celui de Zmeinaïa avec sa grotte dite de la belle au bois dormant près de la rivière Sourovka. 

## Sols
Les types principaux de sols sont ceux de forêts de montagnes, de différentes épaisseurs, caractéristiques des bassins de partage des eaux et des pentes de montagnes. Mais aussi des alluvions de couleur brune et couvertes d'herbes sur des galets et du sable,
caractéristiques des vallées fluviales.

## Climat
Le territoire de la réserve fait partie de la région Amour-Oussouri quant à son climat. C'est une zone tempérée avec des traits bien marqués du climat de mousson d'Asie orientale. La durée moyenne sans gel s'étend sur 105 à 120 jours, la température moyenne de l'air est de 2,5 °C. La température moyenne du mois le plus froid est de −17,9 °C, celle du mois le plus chaud (août) 19,7° °C. La température minimale absolue au sol est de −32 °C. Les précipitations annuelles varient de 500 mm à 1 200 mm, la moyenne étant de 700 mm à 800 mm. Le taux d'humidité de l'air est compris entre 70 % et 80 % (en avril-mai elle est la plus basse et en juillet-août la plus haute)

## Flore

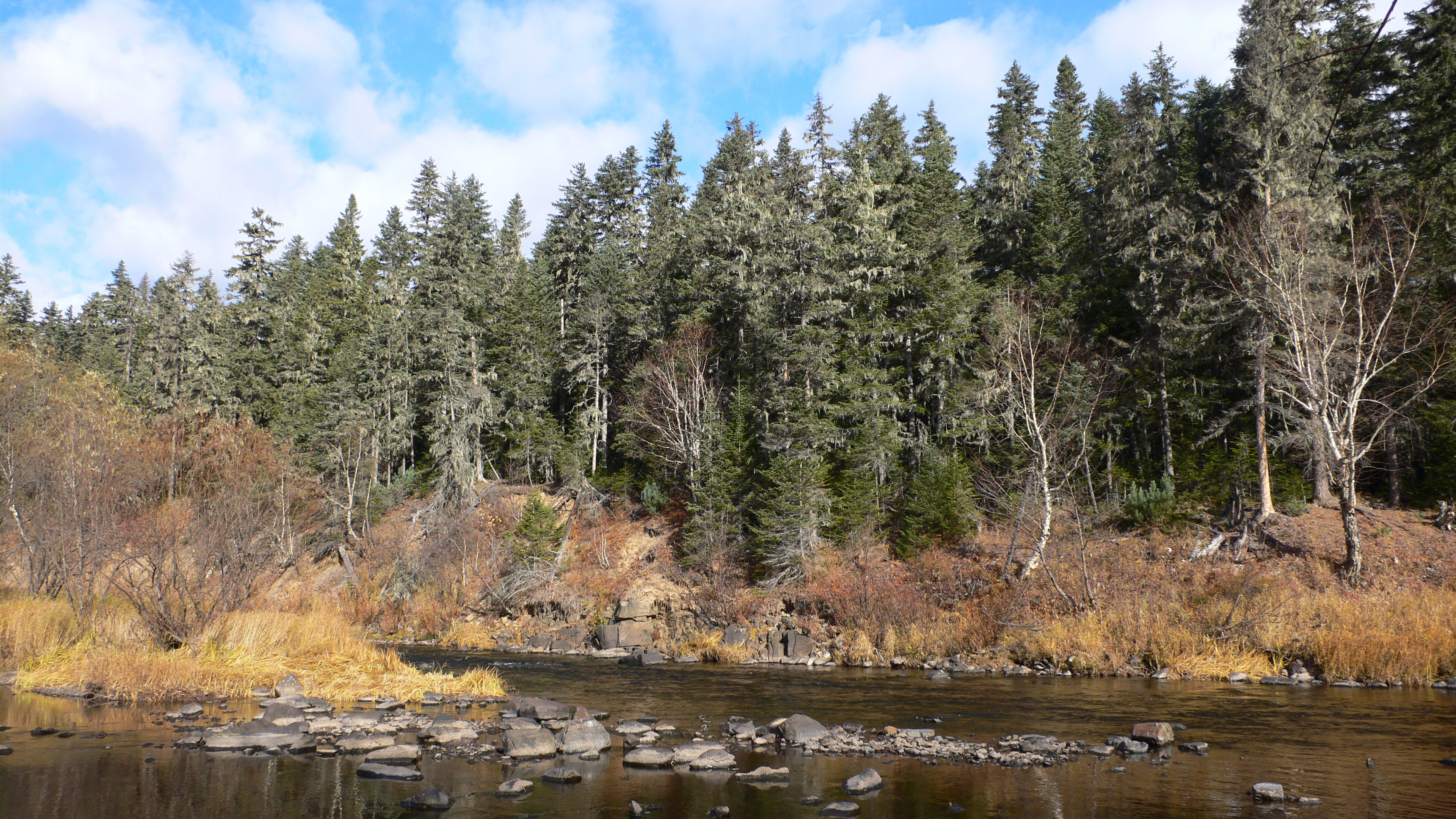
Sapins du Kinghan et épicéas du Japon au bord de la rivière Bikine en 2010.

C'est la partie forestière qui occupe pratiquement toute la réserve. Elle représente 40 291 ha soit 99 % du territoire. 
La surface boisée est composée surtout de conifères: le pin de Sibérie, le sapin noir à larges aiguilles, l'épinette à larges aiguilles. Au dessus de la ceinture de conifères, se situe une zone peuplée d'épicéas et d'autres espèces de régions plus chaudes. Sur le mont Zmeinaïa, le pin rouge du Japon domine la végétation. Dans les vallées, les forêts de feuillus sont formées surtout de peupliers de Mandchourie (Populus maximowiczii), de frênes de Mandchourie (en), d'ormes des vallées. Les forêts de feuillus dominent dans les vallées, parfois mélangées à des espèces de conifères.
Les essences les plus caractéristiques sont le pin blanc de Corée (appelé aussi cèdre coréen), les variétés de sapins Abies holophylla, épicéa du Japon, sapin du Kinghan, le tilleul de l'Amour, le noyer de Mandchourie, le charme cordata, le frêne de Mandchourie, l'orme des vallées et l'orme à feuilles lobées, l'érable peint et l'érable de Corée); parmi les abrisseaux les espèces suivantes sont les plus répandues : Philadelphus tenuifolius, Corylus sieboldiana, Eleutherococcus senticosus, spirée, chèvrefeuille. Parmi les lianes les plus abondantes sont les Actinidias de l'Argout et le kiwi arctique (Actinidia kolomikta), la Schisandra chinensis et la vigne de l'Amour (Vitis amurensis). Parmi les graminées il existe plusieurs sortes de Dryopteris, de Polypodiaceae (fougères), de Carex, de Cacalias, d'Equisetum (prêles), de Thalictrum, d'Oxalis. Sont répertoriées dans la réserve: 868 espèces de plantes vasculaires, 252 espèces de plantes bryophytes, 118 espèces de lichens, 1364 espèces de champignons et 210 d'algues. Les espèces rares sont répertoriées dans la livre rouge de Russie, parmi celles-ci: le genévrier rigide, le ginseng, le Kalopanax septemlobus (calopanax à sept lobes), le Prinsepia sinensis, le pin rouge du Japon, l'if du Japon et l'oplopanax elatus.

## Faune

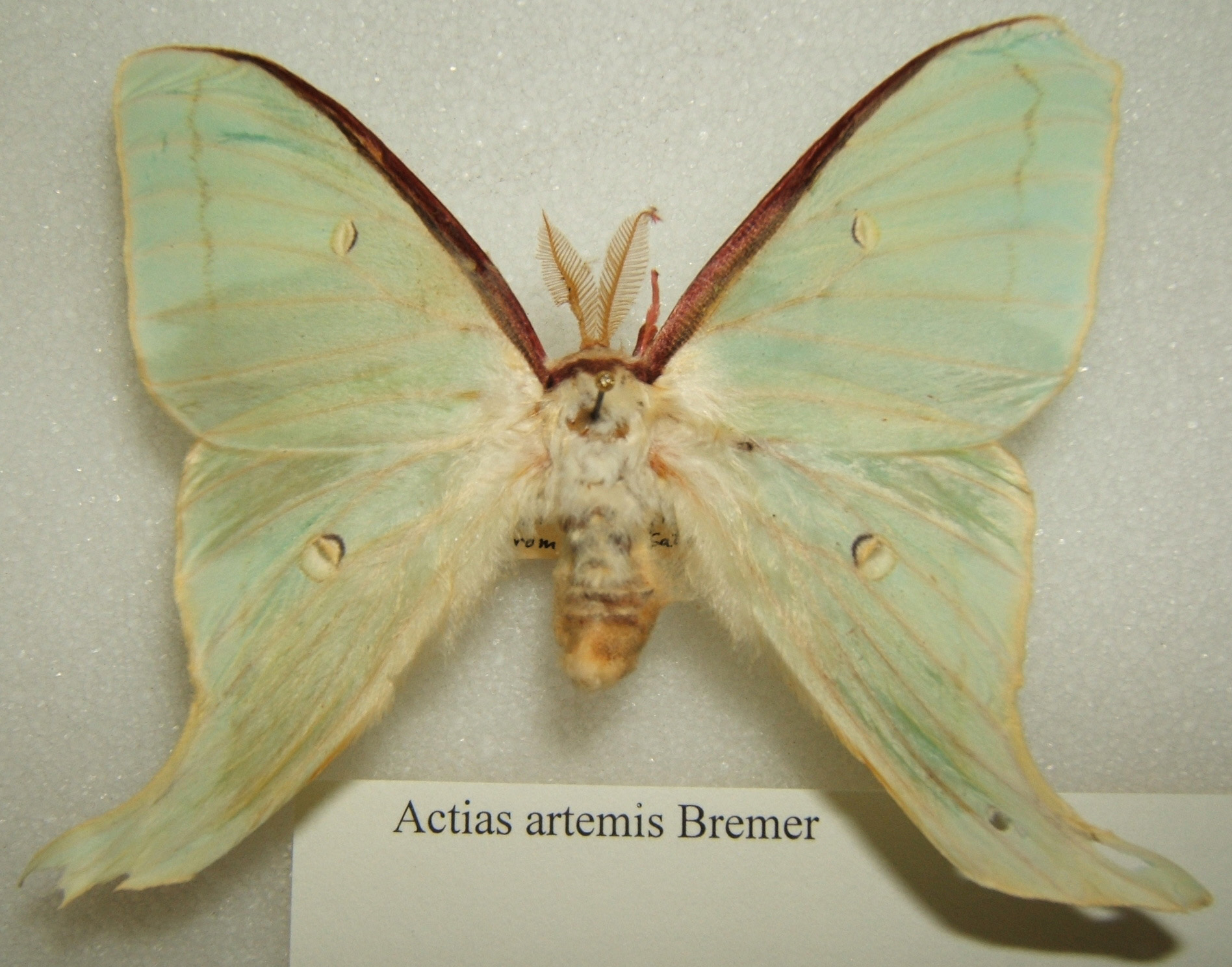
Actias artemis, adulte mâle

Les animaux vertébrés sont représentés par 62 espèces de mammifères (parmi lesquels ceux du livre rouge de Russie et de la liste rouge de l' Union internationale pour la conservation de la nature: la musaraigne de l'Oussouri, le tigre de Sibérie, le chat de Tsushima, le cerf Sika, l'ours noir d'Asie et d'autres encore; plus de 160 espèces d'oiseaux (parmi lesquels ceux du livre des espèces menacées: le canard mandarin, la cigogne noire, le ninoxe hirsute, le busautour à joues grises, la bondrée orientale, le colombar de Siebold et d'autres encore), 7 espèces de reptiles, 6 espèces d'amphibiens (parmi lesquels parmi ceux de la liste rouge de l'UICN le triton de l'Oussouri), 12 espèces de poissons et d'agnathas .
Les espèces d'animaux invertébrés sont également nombreuses: 32 espèces rares ou menacées telles que la sauterelle d'Ouvarov. Sur le territoire de la réserve vivent les espèces de scarabées les plus grands de Russie de la famille du carabus constricticollis, le Callipogon relictus; les plus grands papillons : Actias artemis, Bramaea tancrei (papillon de nuit), Papilio maackii ; des mollusques d'eau douce comme le Middendorffinaia dulkeitiana.